# Regina consorte

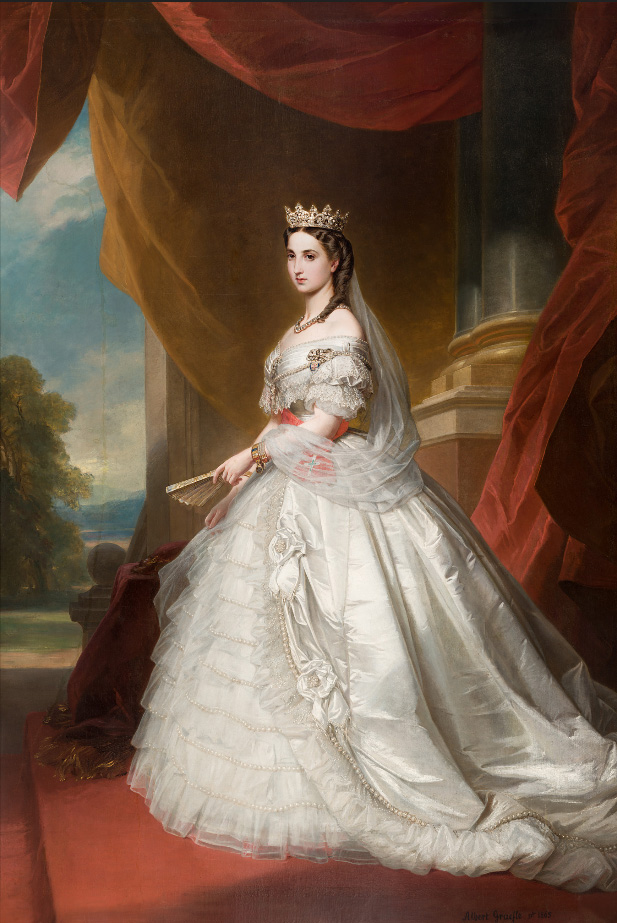
Carlotta del Belgio, imperatrice consorte in Messico. È stata la prima donna a governare nelle Americhe

Una regina consorte è la moglie di un re regnante. Una regina consorte di solito condivide il rango e l'equivalente femminile dei titoli del marito, ma non i suoi poteri politici e militari. Molte regine nella storia furono regine consorti (al contrario le regine regnanti, che ereditano il trono alla morte del precedente monarca e regnano per proprio diritto, sono molto meno numerose).

## Titolo
La moglie di un re regnante è chiamata regina consorte.
Il marito di una regina regnante, al contrario, normalmente non è definito "re consorte", benché ciò fosse frequente nel passato dell'Europa per i mariti delle regine regnanti prendere il titolo di re (ad esempio Filippo II di Spagna in Inghilterra, Antonio di Borbone-Vendôme in Navarra, Enrico Stuart, Lord Darnley in Scozia, ecc.), venendo invece chiamato principe o principe consorte, come accaduto ai mariti delle regine del Regno Unito Vittoria ed Elisabetta II o al principe consorte Henrik di Danimarca.
Qualora qualche titolo diverso da quello di re sia detenuto dal sovrano, sua moglie viene indicata con l'equivalente femminile, come la principessa consorte o l'imperatrice consorte.
Nelle monarchie dove la poligamia è stata (come ad esempio Marocco e Thailandia) o è tuttora praticata (come ad esempio la nazione Zulu) il numero delle mogli varia. In Marocco, l'attuale re Mohammed VI ha rotto con la tradizione e ha dato a sua moglie Lalla Salma il titolo di principessa. Prima del regno di re Mohammed VI, la monarchia marocchina non aveva un tale titolo. In Thailandia (come quasi ogni altra monarchia), la regina e il re devono essere di sangue reale. Alle altre consorti del re sono attribuiti i titoli reali che conferiscono lo status. Altre culture mantengono tradizioni diverse sullo status regale. Un capo Zulu designò una delle sue mogli "Grande Moglie", che sarebbe l'equivalente di regina consorte.

## Ruolo della regina consorte

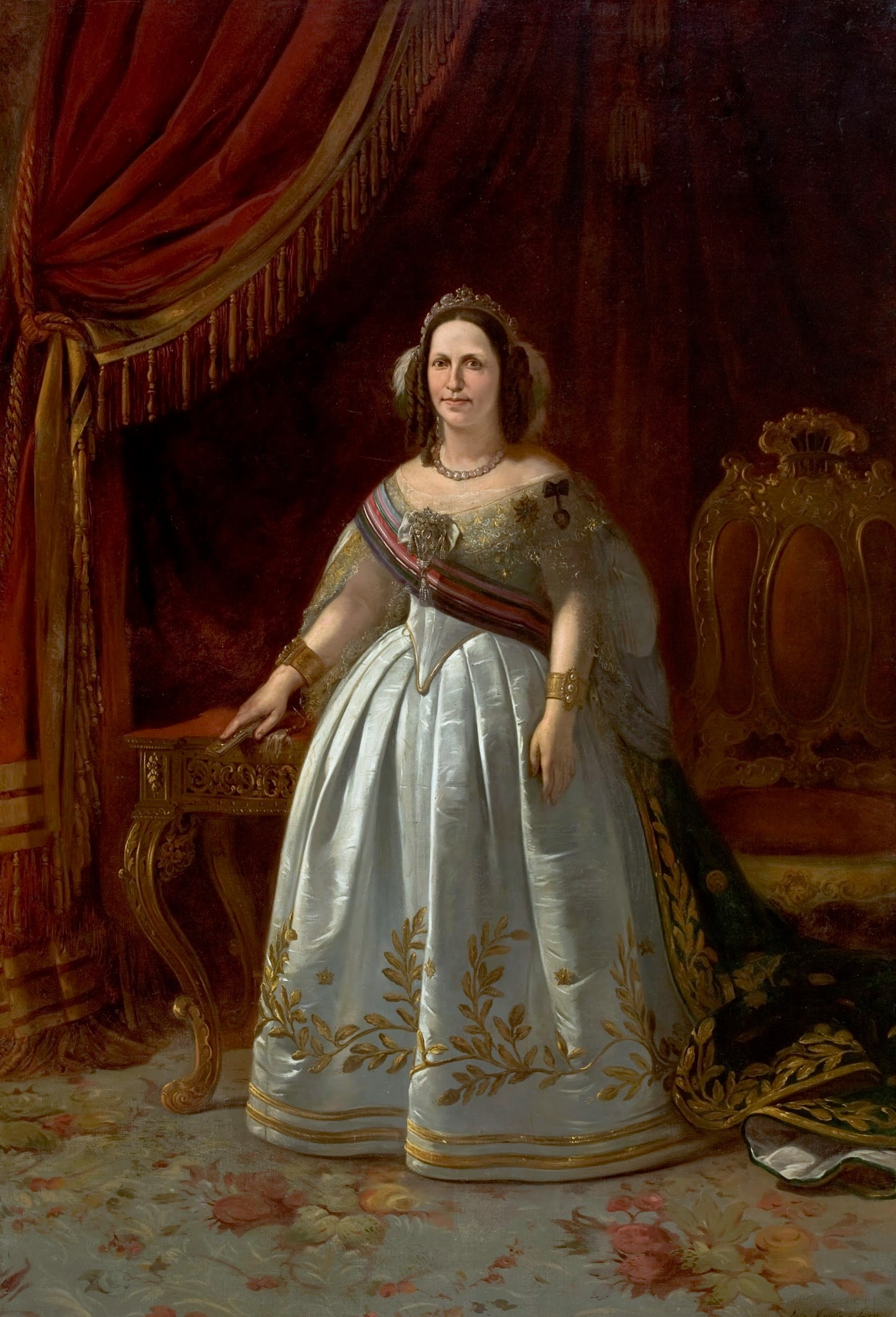
Teresa Cristina di Borbone-Due Sicilie, imperatrice consorte del Brasile

In generale, le consorti dei monarchi non hanno potere di per sé, anche quando la loro posizione è costituzionalmente o statutorialmente riconosciuta. Spesso, però, la regina consorte di un re defunto (la regina vedova o la regina madre) ha avuto le funzioni di reggente, mentre suo figlio, l'erede al trono, non poteva ancora accedervi a causa dei limiti d'età, ad esempio:
- Anna di Kiev, moglie di Enrico I di Francia;
- Caterina de Medici, madre di Carlo IX di Francia e di Enrico III di Francia;
- Maria de' Medici, madre di Luigi XIII di Francia;
- Anna d'Asburgo, madre di Luigi XIV di Francia;
- Maria di Guisa, madre di Maria Stuarda;
- Maria Cristina d'Austria, madre di Alfonso XIII di Spagna;
- Elena di Grecia, madre di Michele I di Romania;
- Maria Antonietta d'Asburgo-Lorena, madre di Luigi XVII di Francia (contestato);
- Munjeong, madre di Myeongjong di Joseon;
- Emma di Waldeck e Pyrmont, madre di Guglielmina dei Paesi Bassi;
- Cixi, madre dell'Imperatore Tongzhi della Dinastia Qing.

Accanto a questi esempi, ci sono stati molti casi di regine consorti che essendo scaltre o ambiziose statiste riuscirono a essere, anche se non ufficialmente, tra i principali consiglieri del re. In alcuni casi, la regina consorte è stata la forza principale dietro il trono di suo marito; per esempio: Maria Luisa di Parma, moglie di Carlo IV di Spagna, Aleksandra Fëdorovna (Alice d'Assia), moglie e Imperatrice consorte di Nicola II di Russia, e la Regina Min, moglie e consorte di Re Gojong di Joseon (suo marito divenne Imperatore di Corea dopo la sua morte).

## Governo congiunto
Vi sono alcuni casi in cui una coppia di sposi ha governato congiuntamente.

### Aragona e Castiglia
Ferdinando II di Aragona e sua moglie Isabella, regina per proprio diritto come Isabella I di Castiglia, governarono i loro regni come un solo dominio. Ferdinando era anche chiamato Ferdinando V di Castiglia.
Comunque, i due regni non sarebbero stati legalmente uniti fino a quando il nipote dei due monarchi, il futuro imperatore Carlo V d'Asburgo, ascese a entrambi i troni come Carlo I di Spagna.

### Inghilterra, Scozia e Irlanda
Il regno condiviso di Guglielmo III e Maria II d'Inghilterra fu il risultato di un cambiamento unico della legge di successione da parte del Parlamento d'Inghilterra. Quando Maria, figlia protestante ed erede presunta di Giacomo II, fu rimpiazzata nell'Ordine di successione per la nascita di un figlio maschio dalla regina consorte cattolica di suo padre, i Protestanti si sentirono provocati.
Il marito di Maria, Guglielmo d'Orange, Statolder della Repubblica protestante olandese e anche discendente di Giacomo I, fu invitato a salire sul trono del suo deposto suocero. Dopo che Giacomo II ebbe lasciato il paese, il Parlamento offrì la corona a Guglielmo e Maria congiuntamente.
La coppia rimase senza figli e Guglielmo regnò da solo dopo la morte di Maria II nel 1694. Alla sua morte, nel 1702, la carica di Statolder rimase vacante, mentre in Inghilterra la Regina Anna, sorella di Maria, divenne la nuova sovrana.

## Esempi di regali consorti
Regine consorti del passato
- Regina Maria Antonietta, consorte di Luigi XVI di Francia
- Regina Maria, consorte di Giorgio V del Regno Unito
- Regina Alessandra, consorte di Edoardo VII del Regno Unito
- Regina Elisabetta, consorte di Giorgio VI del Regno Unito
- Regina Fabiola, consorte di Baldovino I del Belgio
- Regina Maria José del Belgio, consorte di Umberto II di Savoia
- Regina Kapiolani, consorte di Kalākaua delle Hawaii
- Regina Soraya Tarzi, consorte di Amānullāh Khān dell'Afghanistan
- Zarina Ioanna, consorte di Boris III di Bulgaria
- Imperatrice Farah Pahlavi, consorte di Mohammad Reza Pahlavi dell'Iran
- Regina Fawzia, consorte di Mohammad Reza Pahlavi di Persia
- Regina Reggente Saovabha Bongsri, consorte di Chulalongkorn del Siam
- Panapillai Amma (regina consorte) Srimathi Lakshmi Pilla Kochamma Chempakaraman Arumana Ammaveedu, moglie di Visakham Thirunal Maharaja di Travancore
- Regina Caterina, prima Regina Consorte di Enrico VIII d'Inghilterra, che fu anche reggente quando egli era in Francia per la guerra
- Regina Ortensia, consorte di Luigi Bonaparte Re d'Olanda
- Regina Guglielmina, consorte di Guglielmo I dei Paesi Bassi
- Regina Anna Pavlovna, consorte di Guglielmo II dei Paesi Bassi
- Regina Sofia, prima consorte di Guglielmo III dei Paesi Bassi
- Regina Emma, seconda consorte di Guglielmo III dei Paesi Bassi. Quando Guglielmo morì il 23 novembre 1890, Emma divenne reggente (1890-1898) per la figlia minorenne, Wilhelmina, l'unica figlia sopravvissuto del defunto re.
- Regina Paola, consorte di Alberto II dei Belgi.
- Sheikha Mozah Bint Nasser Al Missned, consorte di Hamad bin Khalifa Al Thani del Qatar
- Regina Sofia, consorte di Juan Carlos I di Spagna
- Regina Sirikit, consorte di Rama IX di Thailandia
- Imperatrice Michiko, consorte di Akihito del Giappone
- Regina Fatima, consorte di Idris di Libia

Regine consorti attuali
- Regina Jetsun Pema, consorte di Jigme Khesar Namgyel Wangchuck del Bhutan
- Granduchessa María Teresa Mestre, consorte di Enrico di Lussemburgo
- Regina Màxima, consorte di Guglielmo Alessandro dei Paesi Bassi
- Regina Shaykha Sabika bint Ibrahim Al Khalifa, consorte di Hamad bin Isa Al Khalifa del Bahrain
- Regina Mathilde, consorte di Filippo del Belgio
- Principessa Charlène, consorte di Alberto II di Monaco
- Regina Rania, consorte di Abd Allah II di Giordania
- Regina Nanasipau'u Tuku'aho, consorte di Tupou VI di Tonga
- Regina Silvia, consorte di Carlo XVI Gustavo di Svezia
- Regina Letizia, consorte di Filippo VI di Spagna
- Regina Camilla, consorte di Carlo III del Regno Unito
- Regina Sonja, consorte di Harald V di Norvegia
- Regina 'Masenate, consorte di Letsie III del Lesotho
- Imperatrice Masako, consorte di Naruhito del Giappone
- Inkhosikati Sibonelo Mngometulu, consorte di Mswati III di eSwatini
- Regina Suthida, consorte di Rama X di Thailandia
- Regina Sylvia, consorte di Muwenda Mutebi II di Buganda. Il suo titolo ufficiale è Nnabagereka di Buganda
- Regina Mary, consorte di Federico X di Danimarca

Poiché le regine consorti mancano di un numero ordinale con cui distinguerle, molti testi storici ed enciclopedie si riferiscono alle defunte consorti con il loro nome o titolo pre-matrimonio o da nubile, non con il titolo coniugale reale.
Quindi:
- la Regina Mary, consorte di Giorgio V del Regno Unito è di solito chiamata Mary di Teck;
- la Regina Maria José, consorte di Umberto II di Savoia è di solito chiamata Maria José del Belgio;
- la Regina Filippa, consorte di Giovanni I del Portogallo è di solito chiamata Filippa di Lancaster;
- la Regina Caterina, prima consorte di Enrico VIII è di solito chiamata Caterina d'Aragona;
- la Regina Anna, seconda consorte di Enrico VIII è di solito chiamata Anna Bolena;
- la Regina Caterina, consorte di Carlo II d'Inghilterra è di solito chiamata Caterina di Braganza.